# Tangxi, Hunan
Tangxi (kinesiska: 塘溪, 塘溪乡) är en socken i Kina. Den ligger i provinsen Hunan, i den södra delen av landet, omkring 260 kilometer söder om provinshuvudstaden Changsha. Antalet invånare är 9493. Befolkningen består av 4 671 kvinnor och 4 822 män. Barn under 15 år utgör 20,0 %, vuxna 15-64 år 69 %, och äldre över 65 år 9,0 %.
Genomsnittlig årsnederbörd är 1 809 millimeter. Den regnigaste månaden är maj, med i genomsnitt 261 mm nederbörd, och den torraste är oktober, med 31 mm nederbörd.